# Devario suvatti
Devario suvatti är en fiskart som först beskrevs av Fowler, 1939.  Devario suvatti ingår i släktet Devario och familjen karpfiskar. Inga underarter finns listade i Catalogue of Life.